# 1883 (serie de televisión)
1883 es una miniserie de televisión dramática western estadounidense creada por Taylor Sheridan para el servicio OTT en streaming Paramount+. La serie está protagonizada por Tim McGraw, Faith Hill, Sam Elliott, Isabel May, LaMonica Garrett, Marc Rissmann, Audie Rick, Eric Nelsen y James Landry Hébert. Se sitúa cronológicamente como la primera de las varias precuelas realizadas de la serie Yellowstone, también creada por Sheridan y detalla cómo la familia Dutton viaja al Oeste de Estados Unidos en busca de una vida mejor y termina siendo propietaria de lo que será el rancho Yellowstone.
Es la segunda entrega producida de la franquicia Yellowstone y la primera derivada, la serie consta de diez episodios estrenados el 19 de diciembre de 2021 y que concluyeron el 27 de febrero de 2022. Narrada por May, a la serie le siguió 1923, que se estrenó el 18 de diciembre de 2022, con May también como narradora.

## Argumento
La serie sigue a la familia Dutton en el periodo posterior a la Guerra Civil, quienes buscando un mejor futuro, abandonan Tennessee, viajan a Fort Worth, Texas y se unen a una caravana que emprende un arduo y duro viaje hacia el oeste hasta Oregón, antes de establecerse en Montana para instalarse en lo que se convertiría en el Rancho Yellowstone.

## Elenco y personajes

### Principal
- Sam Elliott como Shea Brennan: Un empleado de la Agencia Pinkerton que lidera la expedición. Brennan es un excapitán del Ejército de la Unión durante la guerra civil estadounidense. Su esposa Helen y su hija mueren de viruela  antes del inicio de la expedición. Mientras lloraba sus muertes, las incineró prendiendo fuego a su casa y contempló el suicidio, pero fue interrumpido por la llegada de Thomas. Brennan actúa como el líder rudo y autoritario de la caravana, recordando con frecuencia a los miembros el peligro y la tragedia que enfrentarán en el camino.[4]
- Tim McGraw como James Dillard Dutton: Originario de Tennessee, fue capitán del Ejército de los Estados Confederados durante la Guerra Civil y fue herido y capturado durante la batalla de Antietam. Estuvo recluido en un campo de prisioneros de guerra de la Unión durante tres años. Un hábil líder y combatiente, se une a la caravana con su familia después de conocer a Brennan y Thomas en Fort Worth, Texas.[5]
- Faith Hill como Margaret Dutton: La tatarabuela de John Dutton III y matriarca de la familia. Viaja en tren desde Tennessee con sus hijos, su cuñada Claire y su sobrina Mary Abel hasta Fort Worth para comenzar un nuevo viaje con su esposo James.[4]
- Isabel May como Elsa Dutton: La ingeniosa hija de 17 años de James y Margaret Dutton.[6] Gran parte de la historia se cuenta con su voz como una narrativa interna. Joven, indisciplinada e inocente, considera la expedición como una gran aventura. Elsa se endurece durante el difícil viaje hacia el oeste y también se enamora de un vaquero y más tarde de un guerrero comanche; para consternación de sus padres. Sin embargo, también se convierte en una hábil superviviente y vaquera.[7]
- LaMonica Garrett como Thomas: Un agente de Pinkerton y sargento veterano del ejército estadounidense de un regimiento de Buffalo Soldiers. Forma equipo con Shea Brennan para ayudar a guiar al grupo. Su llegada ayuda a disuadir a Shea del suicidio. Thomas es un hábil hombre de fronteras y luego comienza una relación con Noemi, la viuda romaní.[8]
- Marc Rissmann como Josef, un inmigrante alemán que está casado con Risa y trabajaba como carpintero antes de viajar a Estados Unidos. Ayuda a la expedición sirviendo como intérprete para su grupo y como enlace entre los estadounidenses y los inmigrantes.[9][10]
- Audie Rick como John Dutton Sr.: El abuelo de John Dutton III,[5] cuando era niño. Es el hijo menor de James y Margaret y tiene cinco años al comienzo del viaje.[9]
- Eric Nelsen como Ennis: Un joven vaquero a quien se le paga por escoltar al grupo y cuidar su ganado. Desarrolla una relación con Elsa.[9]
- James Landry Hébert como Wade: El vaquero principal.[9]
- Noah Le Gros como Colton: Un vaquero experimentado que se une al grupo en el lado texano del Red River.[9]

### Recurrentes
- Alex Fine como Grady: Un vaquero experimentado y líder de un equipo de seis boyeros, que acepta ayudar a un equipo sin experiencia a reunir longhorns para su largo viaje.[9]
- Gratiela Brancusi como Noemi: Una viuda romaní que recientemente perdió a su marido y tiene que criar sola a dos niños pequeños. Ella se vuelve dependiente de Thomas y se interesa románticamente por él, viéndolo como el hombre que reemplazará a su difunto esposo como cuidador.[9][11]
- Anna Fiamora como Risa: Una joven inmigrante que está casada con Josef y se une al campamento ambulante para mudarse al oeste.[9]
- Amanda Jaros como Alina: Una mujer inmigrante cansada pero esperanzada que habla poco inglés pero tiene mucha determinación.[9]
- Martin Sensmeier como Sam: Un hábil guerrero comanche leal a Quanah Parker, quien luego toma a Elsa como esposa.[9]
- James Jordan como Cookie, un cocinero malhablado cuya mala decisión lleva al enfrentamiento del grupo con una banda de vengativos Lakota.

### Estrellas invitadas
- Billy Bob Thornton como el mariscal Jim Courtright.[12]
- Tom Hanks como el general George Meade. En un flashback de la Batalla de Antietam, consuela a James Dutton después de que muchos de sus compañeros soldados mueren, antes de que este último sea hecho cautivo. La esposa de Hanks, Rita Wilson, interpreta a Carolyn, la tendera.
- Graham Greene como Spotted Eagle:[13] Un anciano Cuervo que intenta ayudar a Elsa y que también le indica a James al Paradise Valley, el destino final de la familia Dutton.[14]
- Dawn Olivieri como Claire Dutton: La hermana viuda de James Dutton[9][15][16][17] que se une a él y a su familia en un viaje para encontrar un nuevo hogar. Es de modales intensos y severos, como su hija. Muere por suicidio después de perder a su única hija superviviente, Mary Abel. Tuvo seis hijos antes, todos los cuales murieron jóvenes.[9][15][16][17]
- Emma Malouff como Mary Abel Dutton: La hija de Claire. Una joven remilgada y correcta, muestra desdén y ninguna simpatía por su prima Elsa por sus valores menos tradicionales. Durante un ataque de intrusos no deseados, Mary Abel queda atrapada en el fuego cruzado y muere a causa de una herida de bala.[9][15]
- Rita Wilson como Carolyn: Una amable tendera en Doan's Crossing, en la frontera de Texas y Oklahoma. Se hace amiga de Margaret cuando esta visita su tienda y beben whisky juntas.[18][19] El marido de Wilson, Tom Hanks, interpreta al general Meade.
- Taylor Sheridan como Charles "Charlie" Goodnight: un ranchero que caza ladrones de ganado.[20]

## Episodios
| N.º | Título                    | Dirigido por              | Escrito por     | Fecha de lanzamiento original |
| --- | ------------------------- | ------------------------- | --------------- | ----------------------------- |
| 1   | «1883»                    | Taylor Sheridan           | Taylor Sheridan | 19 de diciembre de 2021       |
| 2   | «Behind Us, a Cliff»      | Ben Richardson            | Taylor Sheridan | 19 de diciembre de 2021       |
| 3   | «River»                   | Christina Alexandra Voros | Taylor Sheridan | 26 de diciembre de 2021       |
| 4   | «The Crossing»            | Christina Alexandra Voros | Taylor Sheridan | 9 de enero de 2022            |
| 5   | «The Fangs of Freedom»    | Christina Alexandra Voros | Taylor Sheridan | 16 de enero de 2022           |
| 6   | «Boring the Devil»        | Ben Richardson            | Taylor Sheridan | 30 de enero de 2022           |
| 7   | «Lightning Yellow Hair»   | Christina Alexandra Voros | Taylor Sheridan | 6 de febrero de 2022          |
| 8   | «The Weep of Surrender»   | Ben Richardson            | Taylor Sheridan | 13 de febrero de 2022         |
| 9   | «Racing Clouds»           | Ben Richardson            | Taylor Sheridan | 20 de febrero de 2022         |
| 10  | «This Is Not Your Heaven» | Ben Richardson            | Taylor Sheridan | 27 de febrero de 2022         |

## Cruces y secuelas
Paramount ha comunicado en diversas ocasiones varias iteraciones de sus planes para producir más episodios de 1883, pero finalmente, ninguno de estos proyectos ha terminado por materializarse.
Se presentó inicialmente como una serie limitada. En febrero de 2022, Paramount anunció que añadiría "episodios adicionales" a la primera temporada. Más tarde anunciaron que, en lugar de una segunda temporada, la serie sería reemplazada por una nueva serie secuela, 1932, que más tarde sería rebautizada como 1923. Sheridan considera 1883 como "una película de 10 horas con final", equivalente a una serie limitada.
En mayo de 2022, Paramount reveló que la serie Lawmen: Bass Reeves, previamente anunciada dirigida por Sheridan, sería también una serie derivada de 1883, titulada inicialmente 1883: The Bass Reeves Story y que aun se encuentra pendiente.

### Cruces conYellowstone
Para presentar y promocionar la nueva serie 1883, Tim McGraw y Faith Hill aparecieron como James y Margaret Dutton en escenas retrospectivas durante la cuarta temporada de Yellowstone para mostrar cómo era la vida en el rancho Dutton en 1893, diez años después de la llegada de la familia a Montana. 
Antes del estreno en Paramount+, aparecieron en Yellowstone personajes y escenas relativas a la nueva serie, así en el episodio "Half the Money", James Dutton y sus hijos preadolescentes John y Spencer, interpretados respectivamente por los actores Jack Michael Doke y Charlie Stover, se encontraban con nativos americanos hambrientos que habían abandonado la reserva local para enterrar a su padre en sus antiguas tierras que habían pasado a formar parte del Rancho Dutton. En el octavo episodio No Kindness for the Coward, Margaret Dutton y sus hijos John y Spencer están sentados a la mesa en su rancho esperando que su esposo y su padre regresen de una peligrosa persecución de ladrones de caballos que plagan su territorio.

### Cruces con1923
Un mes antes del estreno de 1923 en diciembre de 2022, Paramount+ lanzó un tráiler en el que Elsa, con la voz de Isabel May, hacía de narradora. May también narró el primer episodio e informó a la audiencia sobre los 30 años transcurridos en la historia de los Dutton entre 1893 (la época de las escenas retrospectivas en Yellowstone) y el inicio de la serie de 1923. El actor LaMonica Garrett fue presentador del documental detrás de escena 1923: Inside The Series.

## Producción

### Desarrollo
En febrero de 2021, Taylor Sheridan firmó un contrato de cinco años con ViacomCBS y MTV Entertainment Group tras el éxito de Yellowstone. Según el acuerdo, crearía nuevas series para ambos estudios. Uno de ellos sería una precuela de Yellowstone, que se transmitirá en Paramount+, inicialmente llamada Y: 1883. Sheridan dijo que luchó contra el bloqueo del escritor después de vender el concepto a Paramount+, pero logró superarlo. Mientras trabajaba en otra serie, Mayor of Kingstown, Sheridan notó que la actriz Isabel May estaba haciendo una audición para un papel en ese programa. Centrándose en la perspectiva de "qué pasaría si alguien como May dejara atrás la sociedad educada", Sheridan completó el guion del piloto de la serie en una semana.

### Casting
Sheridan hizo que Paramount contratara a May, una relativamente desconocida, incluso antes de que terminara de escribir el guion, porque "no funcionará si no la conseguimos". Como explicó en una entrevista de diciembre de 2022; "Cuando encuentras talentos como Isabel [May], simplemente quieres trabajar con ellos una y otra vez, y otra y otra vez".
El 4 de agosto de 2021 se anunció que Tim McGraw, Faith Hill y Sam Elliott se habían unido al elenco. Un nuevo anuncio el 21 de agosto confirmó a Isabel May y anunció que LaMonica Garrett se había unido al elenco. El 10 de septiembre, 6 de diciembre y 10 de diciembre, respectivamente, se confirmó que Billy Bob Thornton, Graham Greene y Tom Hanks se habían unido como estrellas invitadas.

### Rodaje
El rodaje de la serie comenzó en agosto de 2021 en Texas y concluyó en Montana en enero de 2022.
Las escenas que tuvieron lugar en centros urbanos fueron filmadas en Dallas, Texas, Fort Worth, Texas y Granbury, Texas. Además, se construyó una nueva ciudad occidental permanente con 26 estructuras en Yellowstone Film Ranch. Se filmaron escenas rurales en una variedad de lugares, principalmente en Texas. Las escenas en el Dutton Ranch fueron filmadas en el verdadero Chief Joseph Ranch en Darby, Montana; La enorme casa también se utiliza para Yellowstone.
Muchos de los actores expresaron malestar por las frías temperaturas mientras filmaban en Montana. Faith Hill consideró que filmar era "lo más desafiante física y mentalmente que jamás hayamos hecho". Sam Elliott también expresó que filmar sus escenas fue difícil, pero "lo estamos llevando a la pantalla y al final eso es lo que importa. Esto realmente va a ser algo especial".
Isabel May habló sobre la búsqueda de "autenticidad" de Sheridan en cuanto a no usar cosméticos ni afeitarse el vello de las axilas. En Town & Country, May enfatizó: "Taylor dijo desde el principio: 'Quiero que todo sea auténtico'. Quiero decir, las mujeres no empezaron a afeitarse hasta los años 1920. Él realmente quería que eso fuera un aspecto del programa, por lo que estuve más que feliz de hacerlo".

### Música
La música de la serie fue compuesta por Brian Tyler y Breton Vivian, quienes también componen la música de Yellowstone.

## Lanzamiento
El 8 de noviembre de 2021, se lanzó un primer avance de la serie; se lanzó un avance completo el 3 de diciembre La serie se estrenó televisivamente el 25 de diciembre de 2021 en CMT. El primer episodio se transmitió en Paramount Network, quienes ordenaron el programa antes de trasladarlo a transmisión en la plataforma afiliada Paramount+ durante su desarrollo, como parte de la promoción del programa, como lo hicieron con Mayor of Kingstown. La serie se lanzó en Blu-ray y DVD con el título 1883: A Yellowstone Origin Story el 30 de agosto de 2022.

## Recepción
El agregador de reseñas Rotten Tomatoes informó un índice de aprobación del 89% basado en 27 reseñas con una puntuación promedio de 7,5/10. El consenso de los críticos del sitio web dice: "1883 puede parecer demasiado sobredeterminado para ser un western adecuadamente tosco, pero los espectadores querrán prepararse para el imponente giro estelar de Sam Elliott". Metacritic le dio a la serie una puntuación promedio ponderada de 69 sobre 100 basada en 12 críticas, lo que indica "críticas generalmente favorables".